# RC-5
De RC-5-code van Philips is wereldwijd het meest gebruikte protocol bij afstandsbedieningen.
Dit protocol is begin jaren '80 door Philips voor verschillende multimedia toestellen (televisie, videorecorder, tuner, versterker) beschreven. Het is opgevolgd door het RC-6 protocol.

## Eigenschappen
- 5 bits adres en 6 bits commando lengte
- Bi-fasig coderen (Manchester coding)
- Dragerfrequentie van 36 kHz
- Bittijd van 1,778 ms (64 cycli van 36 kHz)

## Codering
| Eerste vijf bits | Eerste vijf bits       |
| waarde           | apparaat               |
| ---------------- | ---------------------- |
| 0                | televisie 1            |
| 1                | televisie 2 descramble |
| 2                | teletext               |
| 3                | viewdata               |
| 4                | video LP               |
| 5                | videorecorder 1        |
| 6                | videorecorder 2        |
| 7                | experimenteel          |
| 8                | satelliettelevisie     |
| 9                | camera                 |
| 10               |                        |
| 11               | Cd=scan Vcr=einde prog |
| 12               | Cd/video-lp            |
| 13               |                        |
| 14               |                        |
| 15               | switchbox              |
| 16               | audio                  |
| 17               | radio                  |
| 18               | cassette 1             |
| 19               | audio 2                |
| 20               | compact disc           |
| 21               | grammofoon             |
| 22               |                        |
| 23               | cassette 2             |
| 24               | toetsenbord 1          |
| 25               | toetsenbord 2          |
| 26               | toetsenbord 3          |
| 27               | medisch toestel        |
| 28               | nat.lab.               |
| 29               | verlichting 1          |
| 30               | verlichting 2          |
| 31               | toetsenbord 4          |

| Volgende zes bits | Volgende zes bits                                 | Volgende zes bits | Volgende zes bits                                      | Volgende zes bits |
| waarde            | commando                                          |                   | waarde                                                 | commando          |
| ----------------- | ------------------------------------------------- | ----------------- | ------------------------------------------------------ | ----------------- |
| 0                 | cijfer nul                                        | 32                | zap + Cd=track + equalizer=frequentieband +            |                   |
| 1                 | cijfer een                                        | 33                | zap - Cd=track - equalizer=frequentieband -            |                   |
| 2                 | cijfer twee                                       | 34                | <1/2 Cd=index +                                        |                   |
| 3                 | cijfer drie                                       | 35                | andere taal Cd=index - Cass=rec cancel                 |                   |
| 4                 | cijfer vier                                       | 36                | stereo                                                 |                   |
| 5                 | cijfer vijf                                       | 37                | <stap voor stap Radio=mono                             |                   |
| 6                 | cijfer zes                                        | 38                | Vcr=sneller vooruit                                    |                   |
| 7                 | cijfer zeven                                      | 39                | audio=balans achter                                    |                   |
| 8                 | cijfer acht                                       | 40                | 1/2 > audio=balans voor                                |                   |
| 9                 | cijfer negen                                      | 41                | Vcr=pauze TT=stop Cd=store Cass=memo Tv=sluit geheugen |                   |
| 10                | Tv=-/-- TT=volgende pagina Cd=select              | 42                | 3> TT=klok 00.00 Tv=toon teletext-tijd                 |                   |
| 11                | kanaal/programma TT=vorige pagina Cd=rem/lap      | 43                | TT=groot beeld Cass=index scan Cd=scan Vcr=einde prog  |                   |
| 12                | UIT                                               | 44                | <3 TT=vraagteken Cass=deckA                            |                   |
| 13                | geluid uit                                        | 45                | TT=televisiebeeld Radio=fm Vcr=open                    |                   |
| 14                | Tv=groene toets Vcr=tracking                      | 46                | 5> TT=mix Radio=mg Cass=deckB                          |                   |
| 15                | Cd=review                                         | 47                | <1 Radio=lg Cass=omkeren                               |                   |
| 16                | volume +                                          | 48                | Cd=pauze                                               |                   |
| 17                | volume -                                          | 49                | clear                                                  |                   |
| 18                | Tv=helderheid +                                   | 50                | << terugspoelen Tv=twee driehoekjes en een streep      |                   |
| 19                | Tv=helderheid -                                   | 51                | Vcr=goto                                               |                   |
| 20                | Tv=kleurverzadiging +                             | 52                | doorspoelen >> TT=vraagteken                           |                   |
| 21                | Tv=kleurverzadiging -                             | 53                | afspelen > TT=kruis                                    |                   |
| 22                | laag +                                            | 54                | stop Tv=twee V-tjes en een blokje                      |                   |
| 23                | laag -                                            | 55                | opname Tv=teletextklok                                 |                   |
| 24                | hoog +                                            | 56                | connect Tv=AV                                          |                   |
| 25                | hoog -                                            | 57                | disconnect                                             |                   |
| 26                | balans rechts                                     | 58                | Vcr=sp/lp                                              |                   |
| 27                | balans links                                      | 59                | Vcr=rem/lap Cd=A->B                                    |                   |
| 28                | Vcr=programmeren Tv=open geheugen Audio=equalizer | 60                | Vcr=teller Tv=start teletext                           |                   |
| 29                | Vcr=vervolg programmeren Cd=herhaal               | 61                | system stand-by                                        |                   |
| 30                | afstemmen +                                       | 62                |                                                        |                   |
| 31                | afstemmen -                                       | 63                | AAN inputselectie                                      |                   |